# Faculdade de Direito Milton Campos
A Faculdade de Direito Milton Campos (FDMC) é uma faculdade particular brasileira, com sede em Nova Lima, em Minas Gerais. A Faculdade Milton Campos liderou o ranking de aprovação no Exame de Ordem (OAB) entre todas as instituições privadas de Minas Gerais no período entre 2000 e 2005. Em 2017, figurou também entre as 50 melhores no ranking nacional.

## História
O curso de Direito da Milton Campos surgiu no início da década de 1970. Nessa época foi criado, em 1973, o Centro Educacional de Formação Superior (Cefos) e em 1975 a Faculdade de Direito Milton Campos. Em 1976 foi realizado o primeiro processo seletivo. Inicialmente a Faculdade funcionava nas instalações do Colégio Arnaldo em Belo Horizonte, tendo o curso de Direito reconhecido pelo MEC em 1980. Na década de 1980 foi construída a sede própria da faculdade, uma das primeiras construções institucionais do bairro Vila da Serra, em Nova Lima.
O curso de direito obteve, no final da década de 1990, conceito A em avaliação do MEC. A faculdade edita, desde 2013, o periódico Revista da Faculdade de Direito Milton Campos, que atualmente tem avaliação Qualis B4.
Nomes proeminentes do mundo jurídico e político são egressos da Faculdade de Direito Milton Campos, tais como o ex-Presidente do Tribunal Regional Eleitoral de Minas Gerais (TRE/MG), Desembargador Pedro Bernardes de Oliveira, o atual Corregedor-Geral de Justiça do Tribunal de Justiça de Minas Gerais (TJMG), Desembargador Agostinho Gomes de Azevedo, o político Gabriel Azevedo, o Deputado Federal Marcelo Aro, e o ex-Procurador-Geral de Justiça do Ministério Público do Estado de Minas Gerais (PGJ/MPMG), Epaminondas Fulgêncio Neto.
Além destes, figuraram ou figuram como docentes ou ex-alunos do Mestrado da Instituição nomes o do Ministro do Tribunal de Contas da União, ex-Governador de Minas Gerais e ex-Senador da República, Antonio Anastasia, o do ex-Procurador-Geral da República, Rodrigo Janot, e o do atual Presidente do Tribunal de Justiça de Minas Gerais, Gilson Soares Lemes.
A faculdade foi adquirida em 2021 pela Ânima Educação, por pouco mais de R$ 57 milhões.

## Infraestrutura

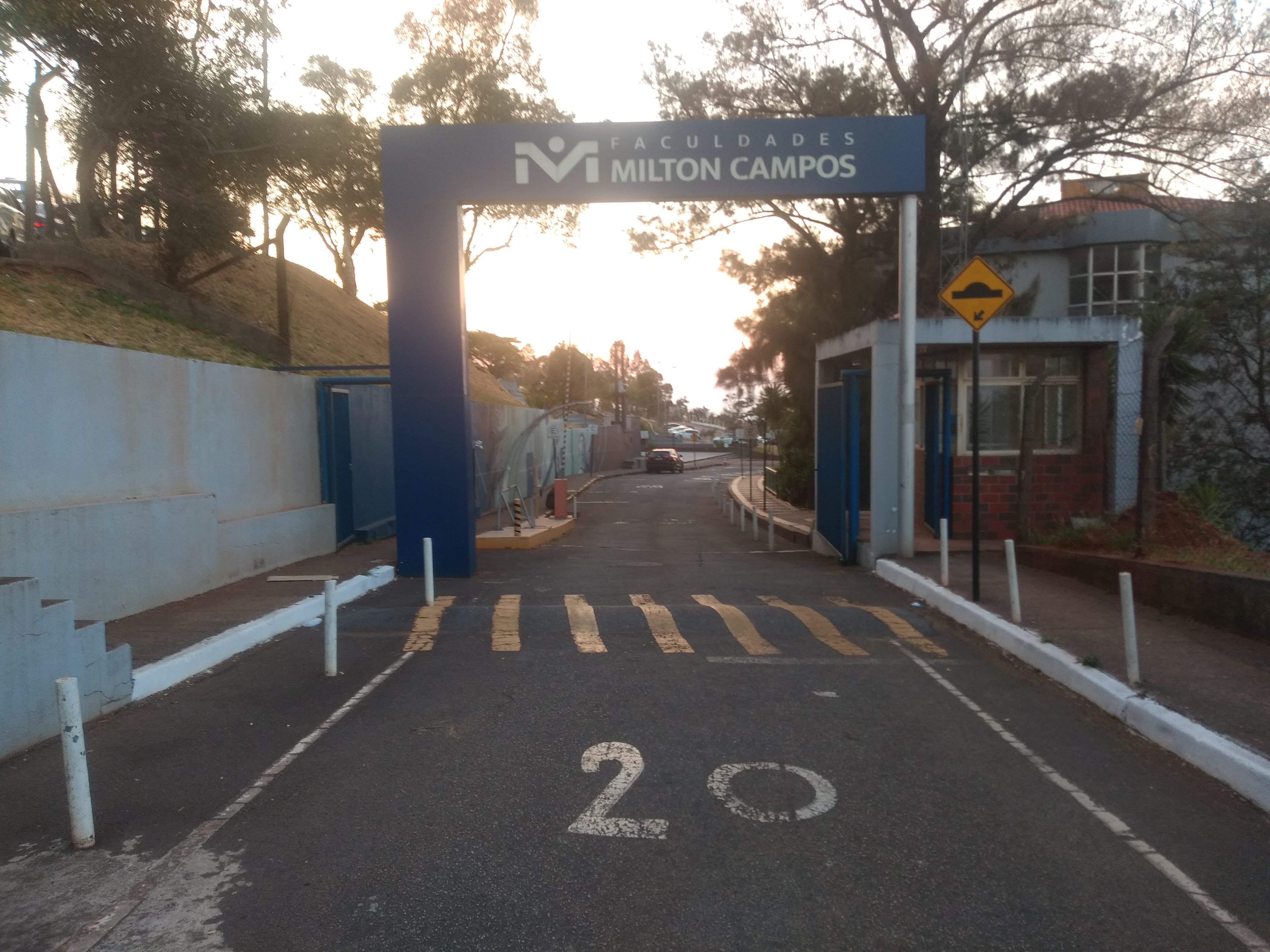
Entrada do campus na Rua Sen. Milton Campos, em Nova Lima.

A Milton Campos possui um campus localizado na Rua Sen. Milton Campos, n. 202.O prédio com cinco andares e 25 salas de aula. O campus abriga o Law Village, um espaço com simulações práticas, aulas abertas e parcerias dentro e fora do Ecossistema Ânima, como a Ebradi – Escola Brasileira de Direito.